# Deutsche Gebärdensprachen
Die Familie der deutschen Gebärdensprachen ist eine kleine Gebärdensprachfamilie.
Henri Wittmann hat 1991 eine Klassifikation der Gebärdensprachfamilien aufgestellt und folgende Gebärdensprachen der Familie der deutschen Gebärdensprachen zugeordnet:
- Deutsche Gebärdensprache
- Polnische Gebärdensprache
- Israelische Gebärdensprache (ist über die österreichisch-ungarischen Gebärdensprachen vielleicht auch der Familie der Französischen Gebärdensprachen zuzurechnen)

In einer mittlerweile überholten Theorie schlugen Anderson und Peterson 1979 vor, dass die Schwedische Gebärdensprache, die Deutsche Gebärdensprache und die Britische Gebärdensprache einer „nordwesteuropäischen“ Gebärdensprache entstammen.
Manchmal wird die Deutschschweizer Gebärdensprache auch dazu gezählt.